# نواف جديد
نواف جديد، لاعب كرة قدم كويتي سابق.
و قد كان يلعب مع نادي الجهراء، وقد كان هداف كأس الأمير 1985/1986 برصيد 8 أهداف.